# Paraneaetha diversa
Paraneaetha diversa är en spindelart som beskrevs av Denis 1947. Paraneaetha diversa ingår i släktet Paraneaetha och familjen hoppspindlar. Inga underarter finns listade i Catalogue of Life.